# Galina Kreft
Galina Sergueïevna Kreft-Alekseïeva (russe : Галина Серге́евна Крефт-Алексеева), née le 14 mars 1950 à Léningrad (aujourd'hui Saint-Pétersbourg) et morte le 24 février 2005 dans la même ville, est une kayakiste soviétique.
Elle est sacrée championne olympique de kayak biplace sur 500 mètres aux Jeux olympiques d'été de 1976 à Montréal et médaillée d'argent de la même épreuve aux Jeux olympiques d'été de 1980 à Moscou. 
Elle est vice-championne du monde de kayak à quatre sur 500 mètres en 1974 à Mexico, en 1975 à Belgrade, en 1979 à Duisbourg et en 1983 à Tampere, vice-championne du monde de kayak biplace sur 500 mètres en 1975 à Belgrade et vice-championne du monde de kayak monoplace sur 500 mètres en 1975 à Belgrade et en 1979 à Duisbourg. 